# NBA All-Star Game 1973
Le NBA All-Star Game 1973 s’est déroulé le 23 janvier 1973 dans le Chicago Stadium de Chicago.

## Effectif All-Star de l’Est
- Wes Unseld (Bullets de Baltimore)
- Dave Cowens (Celtics de Boston)
- John Havlicek (Celtics de Boston)
- Jo Jo White (Celtics de Boston)
- Dave DeBusschere (Knicks de New York)
- Walt Frazier (Knicks de New York)
- Lou Hudson (Hawks d’Atlanta)
- Elvin Hayes (Bullets de Baltimore)
- Pete Maravich (Hawks d’Atlanta)
- Lenny Wilkens (Cavaliers de Cleveland)
- John Block (Kansas City Kings)
- Bob Kauffman (Buffalo Braves)
- Jack Marin (Rockets de Houston)
- Bill Bradley (Knicks de New York)

## Effectif All-Star de l’Ouest
- Wilt Chamberlain (Lakers de Los Angeles)
- Kareem Abdul-Jabbar (Bucks de Milwaukee)
- Jerry West (Lakers de Los Angeles)
- Rick Barry (Warriors de Golden State)
- Dave Bing (Pistons de Détroit)
- Sidney Wicks (Trail Blazers de Portland)
- Connie Hawkins (Suns de Phoenix)
- Bob Love (Bulls de Chicago)
- Spencer Haywood (SuperSonics de Seattle)
- Nate Archibald (Kansas City Kings)
- Gail Goodrich (Lakers de Los Angeles)
- Bobby Dandridge (Bucks de Milwaukee)
- Nate Thurmond (Warriors de Golden State)
- Bob Lanier (Pistons de Détroit)
- Charlie Scott (Suns de Phoenix)
- Chet Walker (Bulls de Chicago)